# تانیک اسید

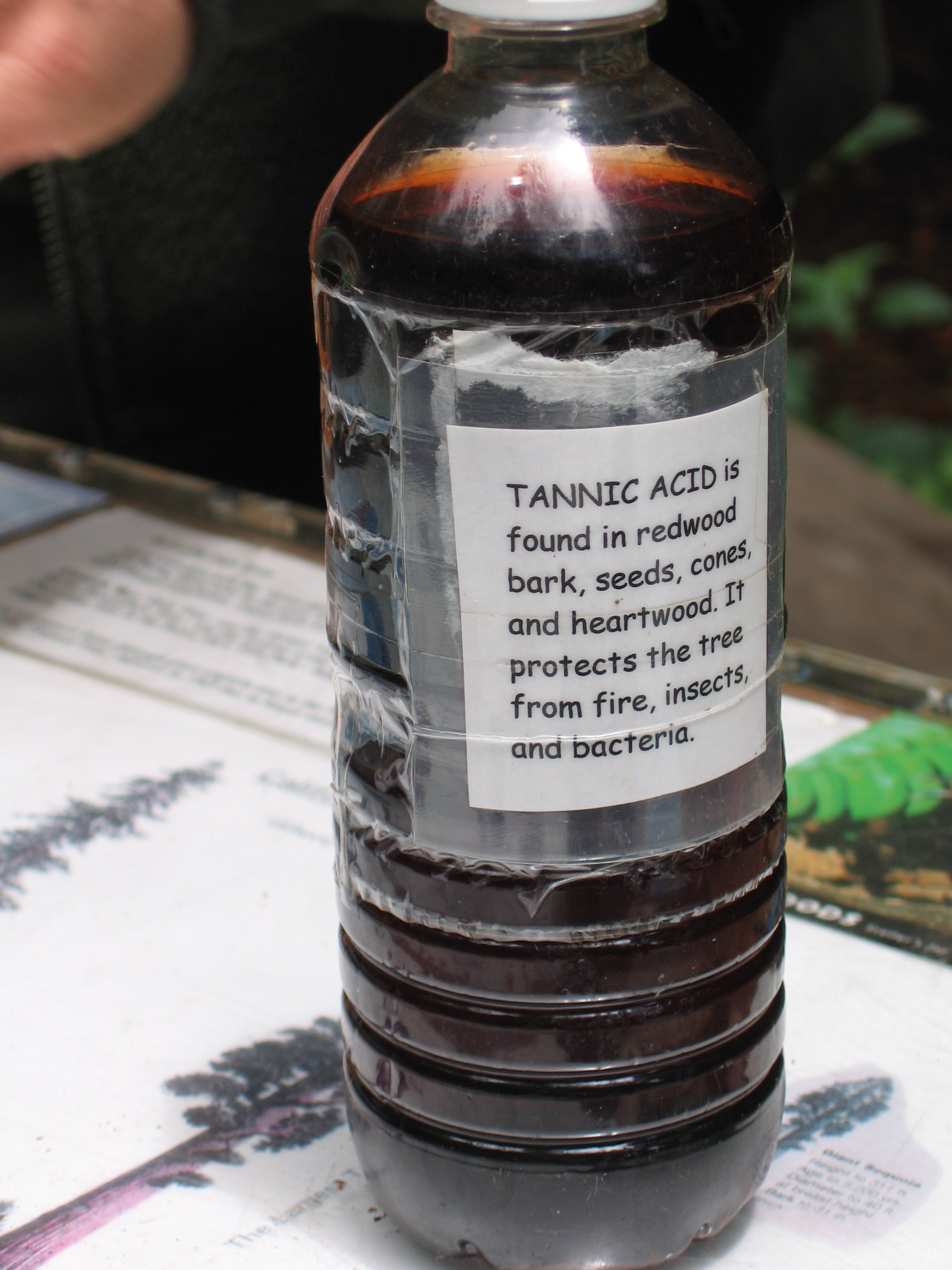
یک بطری حاوی اسید تانیک

 اسید تانیک (به انگلیسی: Tannic acid) یک فرم ویژه‌ای از ماده تانن است که خود نوعی پلی‌فنول محسوب می‌شود. این اسید به دلیل گروه عاملی فنول فراوانی که در ساختارش هست، اسیدینگی (اسیدیته) پایینی دارد (pKa آن حول و حوش ۶ است). فرمول شیمیایی نوع تجاریِ این اسید معمولاً به صورت C76H52O46 اعلام می‌شود.
اگرچه اسید تانیک گونهٔ ویژه‌ای از تانن است، اما گاهی - به نادرستی - این دو اصطلاح به جای هم به کار می‌روند. دیرپاییِ کاربرد نادرست این دو اصطلاح، به همراهِ تکرار این اشتباه در برخی مقاله‌های دانشگاهی، به این آشفتگی دامن زده است. این آشفتگی به ویژه در نوشته‌های مربوط به چای سبز و چای سیاه گسترده‌تر است؛ در حالی که هر دوی آن‌ها تانن و دیگر پلی‌فنول‌ها را در خود دارند، اما تانیک اسید ندارند.